# شوالیه بی‌وطن
شوالیه بی‌وطن (ایتالیایی: Il cavaliere senza terra) فیلمی ایتالیایی در سبک ماجراجویی به کارگردانی جاکومو جنتیلومو و با بازی جرارد لندری و کنستانس اسمیت محصول سال ۱۹۵۹ است.